# Zustimmung
Zustimmung ist im Zivilrecht die Erklärung des Einverständnisses mit einem von anderen Rechtssubjekten abgeschlossenen Rechtsgeschäft.

## Allgemeines
Die Zustimmung erfordert also mindestens drei Beteiligte, nämlich die wenigstens zwei das Rechtsgeschäft Abschließenden und das zustimmende Rechtssubjekt. Das Gesetz verlangt in denjenigen Fällen die Zustimmung eines Dritten, wenn dieser vom Rechtsgeschäft betroffen wird oder weil mindestens ein am Rechtsgeschäft beteiligtes Rechtssubjekt keine Handlungsfähigkeit oder keine Vertretungsmacht besitzt.
Bei der Zustimmung handelt es sich um einen Oberbegriff, zu dem die Einwilligung und die Genehmigung gehören. Ob eine Einwilligung oder Genehmigung vorliegt, hängt vom Zeitpunkt ihrer Abgabe ab. Ist die Zustimmung vor Abschluss eines Rechtsgeschäfts erforderlich, heißt sie Einwilligung (§ 183 BGB), darf sie auch nach Abschluss erfolgen, handelt es sich um eine Genehmigung (§ 184 BGB).

## Rechtsfragen
Aus § 182 BGB ergibt sich, dass die Zustimmung ein einseitiges Rechtsgeschäft, bestehend aus einer empfangsbedürftigen Willenserklärung ist. Das bedeutet, dass die Willenserklärung nicht wirksam wird, bevor sie dem Empfänger zugegangen ist. Die Zustimmung ist die Erklärung des Einverständnisses zu dem von einem anderen beabsichtigten bzw. vorgenommenen Rechtsgeschäft. Diese zustimmungsbedürftigen Rechtsgeschäfte unterliegen einem Genehmigungs- oder Einwilligungsvorbehalt, sodass vor der Zustimmung geschlossene Verträge bis zur Erteilung der Genehmigung schwebend unwirksam sind. Durch die Genehmigung gilt der Vertrag als von Anfang an wirksam (§ 184 Abs. 1 BGB). Wird keine Genehmigung erteilt, ist der Vertrag von Anfang an (lateinisch ex tunc) unwirksam.
Die Zustimmung bedarf gemäß § 182 Abs. 2 BGB nicht der für das Rechtsgeschäft erforderlichen Form. Zustimmungsbedürftige einseitige Rechtsgeschäfte können nur durch Einwilligung wirksam vorgenommen werden (wie bei Minderjährigen gemäß § 111 Satz 1 BGB).
Die Zustimmung stellt ein Gestaltungsrecht dar und ist – wie alle einseitigen Rechtsgeschäfte – bedingungsfeindlich. Damit soll dem Empfänger der Zustimmung die Ungewissheit des Bedingungseintritts und damit die Ungewissheit über das Schicksal des zustimmungsbedürftigen Rechtsgeschäfts erspart bleiben.

## Arten
Die verschiedenen Arten der Zustimmung lassen sich nach Rechtsgebieten einteilen:
- Allgemeiner Teil des Bürgerlichen Rechts: Die Rechtsgeschäfte Geschäftsunfähiger sind nichtig (§ 105 Abs. 1 BGB), Rechtsgeschäfte Minderjähriger bedürfen gemäß § 107 BGB zu einer Willenserklärung – durch die sie nicht lediglich einen rechtlichen Vorteil erlangen – gemäß § 1629 Abs. 1 BGB der Einwilligung des gesetzlichen Vertreters.

Im Rahmen der Stellvertretung ist eine Zustimmung durch den Vertretenen nicht erforderlich, weil der Stellvertreter in Ausübung seiner Vertretungsmacht handelt (§ 164 Abs. 1 BGB). Dagegen benötigt der Vertreter ohne Vertretungsmacht die Genehmigung des Vertretenen (§ 177 Abs. 1 BGB).
Die Verfügung eines Nichtberechtigten (§ 185 Abs. 1 BGB) wird erst durch Genehmigung des Berechtigten wirksam (§ 185 Abs. 2 Satz 2 BGB).
- Schuldrecht: Insbesondere bei Lebensversicherungen wird die Abtretbarkeit einer Forderung von der Zustimmung des Drittschuldners (also der Lebensversicherung) gemäß § 399 Halbsatz 2 BGB abhängig gemacht (so in § 13 Abs. 3 Allgemeine Lebensversicherungsbedingungen). Erfolgt hier eine Abtretung ohne Anzeige an die Versicherung, ist die Abtretung schwebend unwirksam.[3] Das gilt auch, wenn für die Abtretung vertraglich eine bestimmte Form (etwa Vordruck, behördliche Form) vorgesehen ist.[4] Verstößt die Abtretung allerdings gegen ein gesetzlich vorgesehenes Formerfordernis (etwa Schriftform oder Beglaubigung), so ist sie unheilbar nichtig.[5]

Die Schuldübernahme ist im Fall der Abrede zwischen Neuschuldner und Altschuldner durch den Gläubiger zu genehmigen (§ 415 Abs. 1 Satz 1 BGB). In der Zustimmung der Gesellschafter zur Mitgliedschaftsübertragung liegt regelmäßig zugleich die Zustimmung zur Schuldübernahme im Sinne des § 415 BGB.
Behandlungsvertrag: Die Einwilligung des Patienten ist Voraussetzung für jeden ärztlichen Heileingriff. Gemäß § 630d Abs. 1 BGB ist vor Durchführung einer medizinischen Maßnahme, insbesondere eines Eingriffs in den Körper oder die Gesundheit, der behandelnde Arzt verpflichtet, die Einwilligung des Patienten einzuholen. Ist der Patient einwilligungsunfähig, ist die Einwilligung eines hierzu Berechtigten einzuholen, soweit nicht eine Patientenverfügung nach § 1901a Abs. 1 Satz 1 BGB die Maßnahme gestattet oder untersagt. Dabei ist der Patient nach § 630e Abs. 1 BGB über alle Umstände aufzuklären (informierte Einwilligung).
- Im Zahlungsdiensterecht heißt die Zustimmung auch Autorisierung (§ 675j Abs. 1 BGB). Demnach ist ein Zahlungsvorgang (etwa bei der Überweisung oder Echtzeitüberweisung) gegenüber dem Zahlungspflichtigen nur wirksam, wenn er diesem zugestimmt hat (Autorisierung). Die Zustimmung kann entweder als Einwilligung oder, sofern zwischen dem Zahlungspflichtigen und seinem Zahlungsdienstleister zuvor vereinbart, als Genehmigung erteilt werden. Wurde der Zahlungsvorgang vom Zahlungsempfänger oder über diesen ausgelöst (etwa bei der Lastschrift), so kann der Zahler den Zahlungsauftrag nicht mehr widerrufen, nachdem er den Zahlungsauftrag oder seine Zustimmung zur Ausführung des Zahlungsvorgangs an den Zahlungsempfänger übermittelt hat (§ 675p Abs. 2 BGB).
- Im Eherecht gibt es eine Vielzahl von Zustimmungserfordernissen. So ist zur Wirksamkeit der in den § 1511 BGB bis § 1515 BGB bezeichneten Verfügungen eines Ehegatten die Zustimmung des anderen Ehegatten erforderlich (§ 1516 Abs. 1 BGB). Von besonderer Bedeutung ist bei der Zugewinngemeinschaft die Verfügung eines Ehegatten über das gesamte eheliche Vermögen, die gemäß § 1365 BGB der Einwilligung des anderen Ehegatten bedarf. Ebenso erfordern Verträge (§ 1366 BGB), einseitige Rechtsgeschäfte (§ 1367 BGB) oder die Verfügung über Haushaltsgegenstände (§ 1369 BGB) die Einwilligung des anderen Ehegatten.
- Familienrecht: Eine Unterbringung des Kindes, die mit Freiheitsentziehung verbunden ist, bedarf der Genehmigung des Familiengerichts (§ 1631b Abs. 1 BGB).

Bei der Vormundschaft benötigt der Vormund für zahlreiche Rechtshandlungen die Genehmigung des Familiengerichtes (§§ 1809 ff., § 1821 bis § 1824 BGB). Zu Rechtsgeschäften für das Kind bedürfen die Eltern der Genehmigung des Familiengerichts in den Fällen, in denen nach § 1821 BGB und nach § 1822 Nr. 1, 3, 5, 8 bis 11 BGB ein Vormund der Genehmigung bedarf (§ 1643 Abs. 1 BGB).
Bei der Betreuung kann das Betreuungsgericht gesondert anordnen, dass der Betreute zu seinem Schutz zu einer Willenserklärung (und damit zum Abschluss von Verträgen) im Rahmen des Aufgabenkreises des Betreuers dessen Einwilligung bedarf (Einwilligungsvorbehalt nach § 1903 BGB). Dies führt faktisch zur Einschränkung der Geschäftsfähigkeit des Betreuten.
- Erbrecht: Bestimmte Verfügungen des Vorerben sind dem Nacherben gegenüber nur wirksam, wenn dieser seine Zustimmung erteilt hat (§§ 2113 bis § 2115 BGB). Es entsteht ein erbrechtliches Anwartschaftsrecht, das mit Eintritt des Nacherbenfalls zum Vollrecht erstarkt (§ 2139 BGB).

Auch hier gilt der Grundsatz, dass die Rechtsgeschäfte ohne Zustimmung schwebend unwirksam bleiben, mit der Zustimmung von Anfang an wirksam werden, ohne Zustimmung nichtig sind.

## Abgrenzungen
Begrifflich ist die Einwilligung von der rein tatsächlichen Handlung zu unterscheiden, mit dem einem anderen ein Tun gestattet wird, beispielsweise das Einverständnis zum Zutritt, das beim Hausfriedensbruch (§ 123 StGB) den strafrechtlichen Tatbestand entfallen lässt. Die Einwilligung zur Körperverletzung spielt bei der ärztlichen Heilbehandlung eine Rolle (§ 228 StGB).

## International
Das Schweizer Zivilgesetzbuch (ZGB) und Obligationenrecht (OR) benutzen den Begriff Zustimmung sehr häufig. Gemäß Art. 19 ZGB dürfen urteilsfähige handlungsunfähige Personen nur mit Zustimmung ihres gesetzlichen Vertreters Verpflichtungen eingehen oder Rechte aufgeben. Der gesetzliche Vertreter kann die Zustimmung ausdrücklich oder stillschweigend im Voraus geben oder das Geschäft nachträglich genehmigen (Art. 19a ZGB). Erfolgt die Genehmigung des gesetzlichen Vertreters nicht, so kann jeder Teil die vollzogenen Leistungen zurückfordern (Art. 19b ZGB). Gemäß Art. 19c ZGB üben urteilsfähige handlungsunfähige Personen die Rechte, die ihnen um ihrer Persönlichkeit willen zustehen (höchstpersönliche Rechte), selbstständig aus; vorbehalten bleiben Fälle, in welchen das Gesetz die Zustimmung des gesetzlichen Vertreters vorsieht. Ein Ehegatte kann nur mit der ausdrücklichen Zustimmung des andern einen Mietvertrag kündigen, das Haus oder die Wohnung der Familie veräußern oder durch andere Rechtsgeschäfte die Rechte an den Wohnräumen der Familie beschränken (Art. 169 ZGB). Zustimmungen sind zudem im Familienrecht des ZGB häufig erforderlich. Das OR kennt die Zustimmung etwa bei der Bürgschaft von Ehegatten (Art. 494 OR), Beschlüssen der Gesellschafter einer Einfachen Gesellschaft (Art. 534 OR) oder bei anderen Rechtsformen.
In Österreich werden die Begriffe Zustimmung/Einwilligung/Genehmigung oft synonym gebraucht. Bedarf beispielsweise ein Rechtsgeschäft der Einwilligung des gesetzlichen Vertreters, der Zustimmung des anderen Elternteils oder der Genehmigung des Pflegschaftsgerichts, so ist gemäß § 167 ABGB bei deren Fehlen das volljährig gewordene Kind nur dann daraus wirksam verpflichtet, wenn es schriftlich erklärt, diese Verpflichtungen als rechtswirksam anzuerkennen. Ein minderjähriges Kind kann gemäß § 170 ABGB ohne ausdrückliche oder stillschweigende Einwilligung seines gesetzlichen Vertreters rechtsgeschäftlich weder verfügen noch sich verpflichten. Mangelt es bei der Einwilligung in medizinische Behandlungen an der notwendigen Entscheidungsfähigkeit, so ist gemäß § 173 ABGB die Zustimmung der Person erforderlich, die mit der gesetzlichen Vertretung bei Pflege und Erziehung betraut ist. Im österreichischen Vertragsrecht ist unter der Einwilligung in einen Vertrag (§ 869 ABGB) im deutschen Rechtssinne eine Annahme zu verstehen. Die Art der Einwilligung wird im Kaufvertrag bestimmt (§ 1054 ABGB). Auch bei der Schuldübernahme nach § 1345 ABGB ist von Einwilligung durch den neuen Schuldner und bisherigen Gläubiger (§ 1405 ABGB) die Rede.
Im Common Law sind von Dritten ebenfalls Zustimmung/Genehmigung (englisch approval, assent) bzw. Einwilligung (englisch consent) zu bestimmten Rechtsgeschäften erforderlich, wenn diese hiervon in irgendeiner Form betroffen sind. So gilt die Aufklärung und Einwilligung (englisch informed consent) des Patienten in den USA heute als grundlegender medizinethischer und rechtlicher Standard.